# Sevede och Tunaläns domsaga
Sevede och Tunaläns domsaga var en domsaga i Kalmar län. Den bildades 1858 när Sevede, Tunaläns och Aspelands domsaga delades på två delar och upphörde den 1 januari 1969 då den delades mellan Oskarshamns domsaga och den nybildade Västerviks domsaga.
1 januari 1952 överfördes Lönneberga landskommun till domsagan från Aspelands och Handbörds domsaga.
Domsagan lydde under Göta hovrätt.

## Tingslag
Som mest låg två tingslag under domsagan, men efter den 1 januari 1936 minskade detta till ett, när Sevede tingslag och Tunaläns tingslag slogs samman enligt beslut den 18 oktober 1935 och bildade Sevede och Tunaläns domsagas tingslag. Den 1 januari 1948 (enligt beslut den 18 juli 1947) upphörde Vimmerby stads rådhusrätt och staden lades under domsagan och domsagans tingslag.

### Från 1858
- Sevede tingslag
- Tunaläns tingslag

### Från 1936
- Sevede och Tunaläns domsagas tingslag

### Häradshövdingar
- 1858-1892 Carl Georg Sparre
- 1892-1912 Carl Oscar Björkman
- 1912-1930 Otto Carl Johan Hanson
- 1922-1956 Emil Bernhard Victor Severin

## Geografi
Sevede och Tunaläns domsaga omfattade den 1 januari 1952 en areal av 2 141,58 km², varav 2 015,25 km² land.

## Valkrets för val till andra kammaren
Mellan andrakammarvalen 1866 och 1908 utgjorde Sevede och Tunaläns domsaga en valkrets: Sevede och Tunaläns domsagas valkrets. Valkretsen avskaffades vid införandet av proportionellt valsystem inför valet 1911 och uppgick då i Kalmar läns norra valkrets.